# Кутюк-Кинер
Кутюк-Кинер (мар. Кӱчыкэҥер) — село в Моркинском районе Республики Марий Эл. Входит в состав Октябрьского сельского поселения.

## География
Находится в юго-восточной части республики Марий Эл на расстоянии приблизительно 19 км по прямой на запад-юго-запад от районного центра посёлка Морки.

## История
Упоминается с 1763 года как деревня, где насчитывалось 83 мужчины. В 1859 году здесь были 21 двор, 65 душ мужского пола. В 1872 году в деревне находилось 25 домов. В 1911 году была построена деревянная церковь (в 1930 году закрыта, в 1968 сгорела). В 1959 году здесь проживали 338 человек, большинство мари. В 2004 году здесь находится 61 дом (24 каменных, остальные — деревянные). В советское время работал колхоз «Мастар вий».

## Население
Население составляло 162 человека (мари 100 %) в 2002 году, 160 в 2010.